# توني باورز
توني باورز (بالإنجليزية: Tony Bowers)‏ هو عازف قيثارة بريطاني، ولد في 31 أكتوبر 1952 في كولتشث في المملكة المتحدة.

## وصلات خارجية
- توني باورز على موقع ميوزك برينز (الإنجليزية)
- توني باورز على موقع ديسكوغز (الإنجليزية)